# Thomas Røed
Thomas Røed (Drammen, 26 maggio 1974) è un ex calciatore norvegese, di ruolo attaccante.

## Carriera

### Club
Røed iniziò la carriera con la maglia dell'Åssiden. Passò poi allo Strømsgodset e in seguito all'Odd Grenland, prima con la formula del prestito e poi a titolo definitivo.
Nel 2004, firmò per il Pors Grenland, militante in 1. divisjon. Debuttò in squadra il 18 aprile, sostituendo Christer Fjellstad nella vittoria per 4-3 sullo Hønefoss, andando anche a segno.
Nel 2005 tornò allo Åssiden, dove rimase fino al 2011. Nel 2012, fu in forza allo Spa/Bra.